# 210
210 (CCX) je bilo navadno leto, ki se je po julijanskem koledarju začelo na ponedeljek.

## Dogodki
- 1. januar

## Rojstva
- Emilijan, cesar Rimskega cesarstva († 253)